# Bacidina sorediata
Bacidina sorediata је врста лишаја из породице Ramalinaceae. Пронађена у Африци, а 2011. године је описана као нова за науку.